# Instituto de Engenharia
O Instituto de Engenharia é uma sociedade civil sem fins lucrativos fundada no ano de 1916 por Heribaldo Siciliano e localizada na cidade brasileira de São Paulo.

## Estrutura
O Instituto de Engenharia é dirigido por um presidente, cinco vice-presidentes e quatro diretores executivos. As vice-presidências são as seguintes: Administração e Finanças, Atividades Técnicas,  Relações Externas,  Assuntos Internos e  Administração da Sede de Campo. A vice-presidência de Atividades Técnicas é dividida em 10 Departamentos de Engenharia que abrigam 32 Divisões Técnicas (DT's).

### Departamentos

#### Departamento de Engenharia do Habitat e Infraestrutura
- Divisão Técnica Construção Sustentável e Meio Ambiente
- Divisão Técnica de Engenharia Sanitária, Recursos Hídricos e Biotecnologia
- Divisão Técnica de Estruturas
- Divisão Técnica de Segurança no Trabalho
- Divisão Técnica de Geotecnia e Mecânica de Solos
- Divisão Técnica de Acústica

#### Departamento de Engenharia de Energia e Telecomunicações
- Divisão Técnica de Geração e Transmissão
- Divisão Técnica de Distribuição de Energia
- Divisão Técnica de Aplicações de Energia
- Divisão Técnica de Telecomunicações
- Divisão Técnica de Instalações Elétricas

#### Departamento de Engenharia de Atividades Industriais e de Serviços
- Divisão Técnica de Manutenção
- Divisão Técnica de Materiais
- Divisão Técnica de Equipamentos Automotores
- Divisão Técnica de Equipamentos para o Agronegócio
- Divisão Técnica de Equipamentos para Transporte de Carga e Urbano de Passageiros

#### Departamento de Engenharia Química
Departamento de Engenharia de Produção
- Divisão Técnica de Gerenciamento de Empreendimentos
- Divisão Técnica de Avaliações e Perícias
- Divisão Técnica de Qualidade e Produtividade
- Divisão Técnica de Planejamento e Engenharia Econômica
- Divisão Técnica de Engenharia de Incêndio
- Divisão Técnica de Patologias das Construções
- Divisão Técnica de Informática
- Divisão Técnica de Compliance

Departamento de Tecnologia e Ciências Exatas
- Divisão Técnica de Sistemas e Inovação

Departamento de Engenharia e Mobilidade e Logística
- Divisão Técnica de Transportes Metropolitanos
- Divisão Técnica de Logística
- Divisão Técnica de Trânsito
- Divisão Técnica de Transporte Ativo

Departamento de Engenharia de Agrimensura e Geomática
- Divisão Técnica de Cadastro Urbano e Rural
- Divisão Técnica de Sistema de Informação Geográfica

Departamento de Arquitetura
- Divisão Técnica de Preservação do Patrimônio Histórico e Cultural da Engenharia

Departamento de Engenharia de Agronegócios

### Diretorias

#### Diretoria da Revista Engenharia
Não possui Divisões Técnicas.

#### Diretoria de Educação
- Divisão de Cursos de Pós-Graduação
- Divisão de Biblioteca

### Câmara

#### Câmara de Mediação e Arbitragem
A Câmara de Mediação e Arbitragem presta serviços para terceiros relativos a mediação e arbitragem de casos envolvendo empresas ou pessoas físicas em que a presença do mediador ou árbitro para se chegar a um acordo foi julgada ser a melhor solução para se evitar recorrer ao Poder Judiciário.